# Platysace
Platysace es un género de fanerógamas perteneciente a la familia  Apiaceae, que comprende 30 especies.

## Taxonomía
El género fue descrito por Alexander von Bunge y publicado en Plantae Preissianae 1: 285. 1845. La especie tipo es:  Platysace cirrosa Bunge (Karna)

## Especies
| - Platysace anceps (DC.) C.Norman - Platysace arnhemica Specht - Platysace cirrosa Bunge (Karna) - Platysace clelandii (Maiden & Betche) L.A.S.Johnson - Platysace commutata (Turcz.) C.Norman - Platysace compressa (Labill.) C.Norman - Platysace deflexa (Turcz.) C.Norman - Platysace dissecta (Benth.) C.Norman - Platysace eatoniae (F.Muell.) C.Norman - Platysace effusa (Turcz.) C.Norman - Platysace ericoides (Spreng.) C.Norman - Platysace filiformis (Bunge) C.Norman - Platysace flexuosa Turcz.) - Platysace haplosciadia (Benth.) C.Norman | - Platysace heterophylla (Benth.) C.Norman - Platysace juncea (Bunge) C.Norman - Platysace kochii L.A.S.Johnson - Platysace lanceolata (Labill.) Druce - Platysace linearifolia (Cav.) C.Norman - Platysace maxwellii (F.Muell.) C.Norman - Platysace pendula (Benth.) C.Norman - Platysace ramosissima (Benth.) C.Norman - Platysace saxatilis Keighery - Platysace stephensonii (Turcz.) C.Norman - Platysace tenuissima (Benth.) C.Norman - Platysace teres (Bunge) C.Norman - Platysace valida (F.Muell.) F.Muell. - Platysace xerophila L.A.S.Johnson |